# 博图米里姆
博图米里姆是巴西米纳斯吉拉斯州的一个市镇。总面积1571.797平方公里，总人口6435人，人口密度4.1人/平方公里。